# Gräfliches Gartenhaus

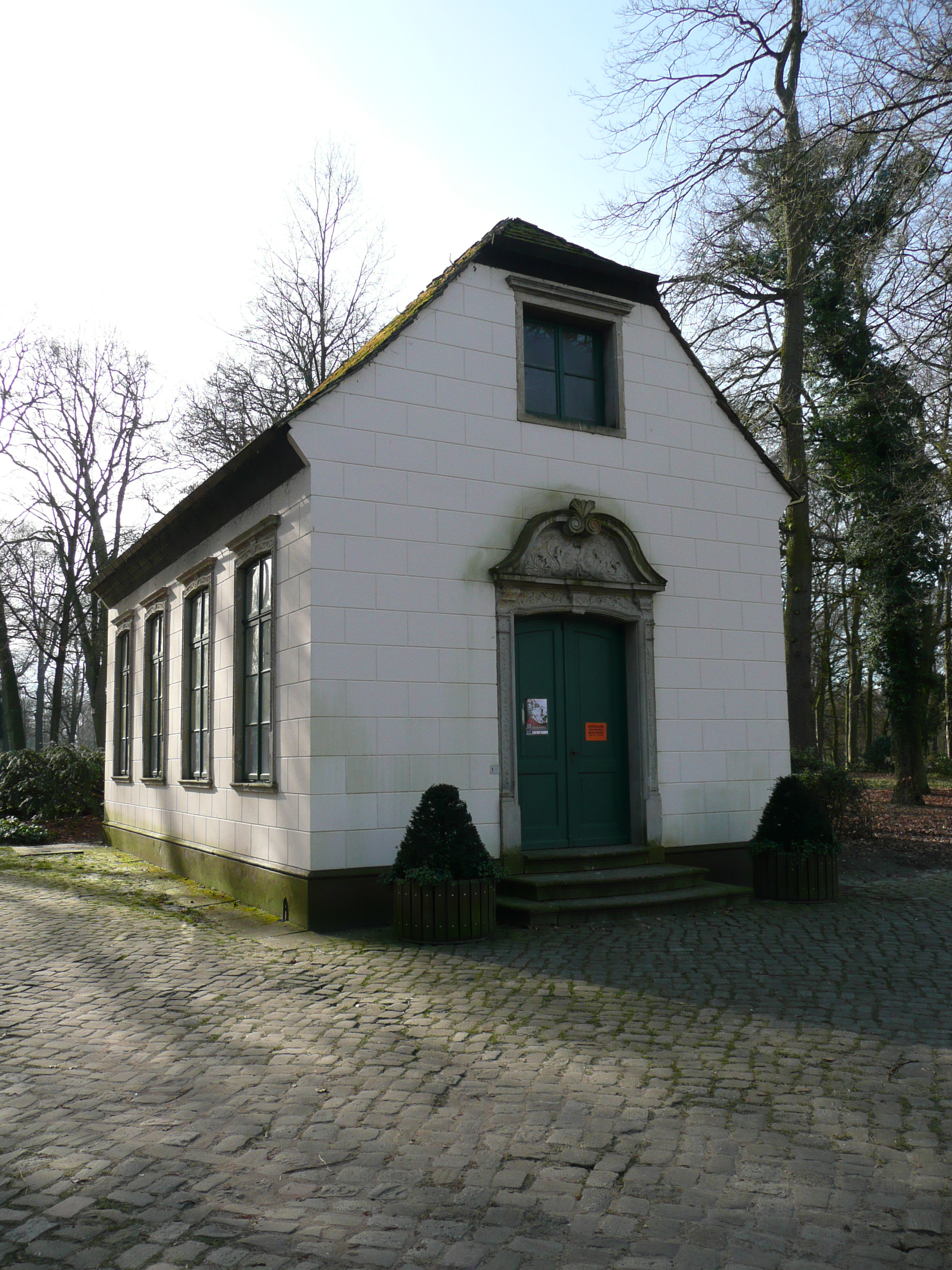
Gräfliches Gartenhaus

Das Gräfliche Gartenhaus in Delmenhorst  am Mühlendamm wurde 1564 gebaut. 
Das Bauwerk ist ein Baudenkmal in Delmenhorst.

## Geschichte
Das eingeschossige verputzte Haus mit einem Krüppelwalmdach und dem Portal wurde 1564 durch Graf Anton I. von Oldenburg und Delmenhorst auf dem Gut Weyhausen am Deich der Ochtum als „Lusthaus“ für die Jagd und zum Fischen errichtet. 1723 wurde es im Barockstil umgestaltet. Von 1657 bis 1784 war es im Eigentum Bremer Familien. Es wurde 1957 am Eingang der Burginsel wieder aufgebaut. Das Schloss Delmenhorst hingegen wurde 1711 verkauft, bis 1787 abgerissen und das Burggelände nach Zwischennutzung 1906 zu einer Parkanlage umgestaltet. Im Gartenhaus finden aktuell (2022) Trauungen und kleine Ausstellungen statt.